# Irving Kaufman (Jurist)
Irving Robert Kaufman (* 24. Juni 1910 in New York City, New York; † 1. Februar 1992 ebenda) war ein US-amerikanischer Jurist, der unter anderem zwischen 1949 und 1961 Richter am US-Bezirksgericht für den südlichen Bezirk von New York (US District Court for the Southern District of New York) sowie von 1973 bis 1980 Präsident des Berufungsgerichts der Vereinigten Staaten für den zweiten Gerichtsbezirk (Chief Judge of the US Court of Appeals for the Second Circuit) war. Kaufman wurde vor allem als der Richter bekannt, der 1951 den Spionageprozess gegen Ethel und Julius Rosenberg leitete und die umstrittenen Todesurteile gegen sie verhängte. 1987 wurde ihm die Presidential Medal of Freedom verliehen.

## Leben
Irving Robert Kaufman, Sohn von Herman Kaufman (1876–1927) und Rose Swidower Kaufman (1875–1934), absolvierte nach dem Schulbesuch ein Studium der Rechtswissenschaften an der Law School der Fordham University, welches er 1931 mit einem Bachelor of Laws (LL.B.) abschloss und war im Anschluss zwischen 1932 und 1935 als Rechtsanwalt in New York City. Daraufhin arbeitete er von 1935 bis 1939 als Sonderassistent sowie zwischen 1939 und 1940 als Assistent des Bundesanwalts für den südlichen Bezirks von New York (US Attorney for the Southern District of New York). Während er von 1940 bis 1949 erneut als Rechtsanwalt in New York City tätig war, fungierte er zwischen 1947 und 1948 zudem als Sonderassistent des damaligen US-Justizministers (US Attorney General) und späteren Richters am Obersten Gerichtshof der Vereinigten Staaten Tom C. Clark.
Am 15. Oktober 1949 wurde Kaufman erstmals als Bundesrichter für das Bezirksgericht für den südlichen Bezirk von New York (US District Court for the Southern District of New York) nominiert. Da jedoch keine Zustimmung des US-Senats erfolgte, wurde er am 21. Oktober 1949 durch US-Präsident Harry S. Truman für einen neu geschaffenen Sitz erneut als Bundesrichter  für das Bezirksgericht für den südlichen Bezirk von New York nominiert. Nach der Zustimmung des US-Senats am 4. April 1950 trat er dieses Amt offiziell am 7. April 1950 an. Kaufman wurde bereits ein Jahr später vor allem als der Richter bekannt, der 1951 den Spionageprozess gegen Ethel und Julius Rosenberg leitete und die umstrittenen Todesurteile gegen sie verhängte. 
Am 10. März 1959 wurde Irving Kaufman durch US-Präsident John F. Kennedy für einen ebenfalls neu geschaffenen Sitz als Bundesrichter für das Berufungsgericht des zweiten Gerichtsbezirks (United States Court of Appeals for the Second Circuit) nominiert. Nach der Zustimmung des US-Senats am 21. September 1961 trat er dieses Amt offiziell am 22. September 1959 an. Sein Nachfolger als Richter am US District Court for the Southern District of New York wurde John M. Cannella. Als Nachfolger von Henry Friendly übernahm er 1973 auch das Amt als Präsident des Berufungsgerichts der Vereinigten Staaten für den zweiten Gerichtsbezirk (Chief Judge of the US Court of Appeals for the Second Circuit) und bekleidete dieses bis 1980, woraufhin Wilfred Feinberg ihn ablöste. In dieser Funktion war er von 1973 bis 1980 auch Mitglied der US-Justizkonferenz (Judicial Conference of the United States), ein 1922 eingerichtetes Gremium, das vom Obersten Richter der Vereinigten Staaten (Chief Justice of the United States) geleitet wird und aus dem Obersten Richter, dem Vorsitzenden Richter jedes Bundesberufungsgerichtsbezirks sowie einem Bezirksrichter aus verschiedenen Bundesgerichtsbezirken besteht. Zu seinen wegweisenden Urteilen gehörte eine Entscheidung aus dem Jahr 1977, wonach eine Zeitung keine Verleumdung begeht, wenn sie die Anschuldigungen einer verantwortungsvollen öffentlichen Organisation korrekt wiedergibt, selbst wenn diese offensichtlich falsch sind. Außerdem wurde die Entscheidung getroffen, den Abschiebungsbefehl gegen John Lennon aufzuheben. Am 1. Juli 1987 schied er aus dem aktiven Richterdienst und wurde daraufhin Senior Judge, während John M. Walker, Jr. zum neuen Bundesrichter für das Berufungsgericht des zweiten Gerichtsbezirks berufen wurde.
Während der Amtszeit von US-Präsident Ronald Reagan (1981 bis 1989) fungierte Kaufman als Vorsitzender der Präsidialkommission für organisierte Kriminalität (President’s Commission on Organized Crime). 1987 wurde ihm die Presidential Medal of Freedom verliehen, neben der gleichrangigen Congressional Gold Medal eine der beiden höchsten zivilen Auszeichnungen der Vereinigten Staaten von Amerika. Aus seiner Ehe mit Helen Ruth Rosenberg Kaufman (1916–2001) gingen die beiden Söhne Robert Howard Kaufman (1939–1977) und Richard Kenneth Kaufman (1941–1991) hervor. Nach seinem Tode wurde er auf dem Mount Pleasant Cemetery in Hawthorne beigesetzt.

## Veröffentlichung
- Chilling judicial independence, Association of the Bar of the City of New York, 1979

## Hintergrundliteratur
- Martin Siegel: Judgment and Mercy. The Turbulent Life and Times of the Judge Who Condemned the Rosenbergs,. Three Hills, Ithaca 2023